# Ministero per la Consulta nazionale
Il Ministero per la Consulta nazionale è stato un ministero del Governo italiano, esistito nel 1945 con il compito di predisporre le norme riguardanti la Consulta nazionale e le misure volte ad assicurarne il funzionamento.

## Storia

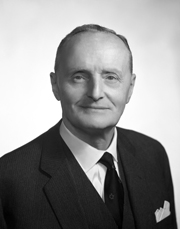
Manlio Brosio è stato ministro per la consulta nazionale nel 1945

Il Ministero per la consulta nazionale è stato istituto con decreto luogotenenziale 31 luglio 1945, n. 443. I principali compiti istituzionali erano l'elaborazione "delle norme giuridiche riguardanti la Consulta", la predisposizione di "tutte le misure necessarie per la costituzione ed il funzionamento" della stessa, e il mantenimento dei "rapporti tra il Governo e la Consulta promuovendo la convocazione dell'assemblea plenaria e curando le richieste di pareri alle commissioni competenti" (art. 2).
Manlio Brosio del Partito Liberale Italiano è stato dal 7 agosto 1945 Ministro per la consulta nazionale del Governo Parri.
Durante il Governo De Gasperi I il Ministero fu soppresso con decreto legislativo luogotenenziale 22 dicembre 1945, n. 826 e trasformato in Ufficio per i rapporti con la Consulta presso la Presidenza del Consiglio.
Emilio Lussu del Partito Sardo d'Azione è stato quindi Ministro senza portafoglio incaricato per le Relazioni con la Consulta, dal 22 dicembre 1945 al 20 febbraio 1946. Un altro azionista, Alberto Cianca, ha ricoperto l'incarico dal 20 febbraio al 13 luglio 1946.